# Fenamato
En farmacología y medicina se conoce como fenamatos a aquellos fármacos derivados del ácido antranílico e incluidos dentro del grupo funcional de los AINE.
Las sustancias incluidas en este grupo serían:
- Ácido tolfenámico,
- Ácido meclofenámico,
- Ácido flufenámico,
- Ácido mefenámico,
- Ácido niflúmico y
- Ácido etofenámico.

Si bien la actividad biológica de este grupo de fármacos fue descubierta en la década de 1950, los fenamatos no han logrado amplia aceptación clínica. Con frecuencia causan efectos colaterales; en particular, puede ser muy grave. Desde un enfoque terapéutico, tampoco presentan ventajas claras sobre varias otras drogas tipo aspirina.
El uso de ácido mefenámico sólo se indica para analgesia y alivio de los síntomas de la dismenorrea primaria. Aunque el meclofenamato se emplea para tratar la artritis reumatoidea y la osteoartritis, no se recomienda como tratamiento inicial. 
En pruebas de actividad antiinflamatoria, el ácido mefenámico tiene la mitad de la potencia de la fenilbutazona y el ácido flufenámico es 1.5 veces más potente que ella. Ambas drogas también tienen propiedades antipiréticas y analgésicas. En pruebas de analgesia, el ácido mefenámico fue el único fenamato que mostró acciones centrales y periféricas. A diferencia de otros drogas AINE, ciertos fenamatos (en especial el ácido meclofenámico) también parecen antagonizar algunos efectos de las prostaglandinas, además de su inhibición de la COX. Después de una dosis por vía oral, la concentración máxima en sangre se alcanza entre 0.5 y 2 horas después, teniendo una vida media plasmática de entre 2 y 4 horas. Se eliminan por orina en forma de metabolitos 3-hidroxi, y 3-carboxilados, y hasta un 20% en heces. 
Uno de cada cuatro pacientes que los usan pueden presentar efectos colaterales, sobre todo gastrointestinales (dispepsia, diarrea, esteatorrea) y en raras ocasiones anemia hemolítica de tipo autoinmune, motivo por el cual están contraindicados en pacientes con antecedentes de esta naturaleza.